# Đạo luật Tái thiết lập Nhà nước Litva

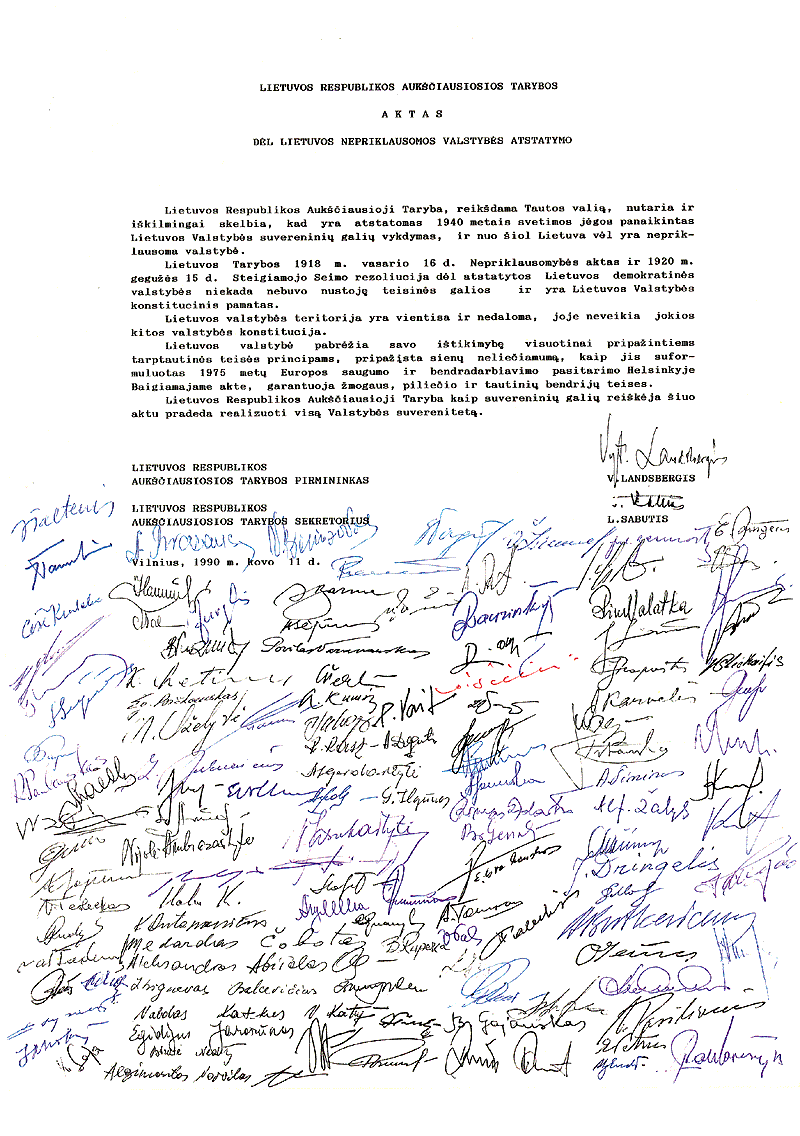
Đạo luật Tái lập Nhà nước Litva với chữ ký của các đại biểu

Đạo luật Tái lập Nhà nước Litva hoặc Đạo luật ngày 11 tháng 3 (tiếng Litva: Aktas dėl Lietuvos nepriklausomos valstybės atstatymo) là một tuyên bố độc lập của Litva được thông qua vào ngày 11 tháng 3 năm 1990, được ký bởi tất cả  thành viên của Hội đồng tối cao Cộng hòa Litva do Sąjūdis đứng đầu. Đạo luật này nhấn mạnh sự khôi phục và tính liên tục về mặt pháp lý của Litva trong thời kỳ giữa chiến tranh, bị Liên Xô chiếm đóng và sáp nhập vào tháng 6 năm 1940. Vào tháng 3 năm 1990, Litva là nước đầu tiên trong số 15 nước cộng hòa thuộc Liên Xô tuyên bố độc lập, các nước còn lại cũng làm theo trong 21 tháng tiếp theo, kết thúc với sự độc lập của Kazakhstan vào năm 1991. Những sự kiện này (một phần của quá trình rộng lớn hơn được mệnh danh là "cuộc diễu hành chủ quyền") đã dẫn đến sự tan rã của Liên Xô vào tháng 12 năm 1991.

## Cơ sở

### Mất độc lập
Sau sự phân chia của Khối thịnh vượng chung Ba Lan-Litva vào thế kỷ 18, Litva là một phần của Đế quốc Nga . Sau cuộc Cách mạng Nga năm 1917, Hội đồng Litva, do Jonas Basanavičius làm chủ tịch, đã tuyên bố Đạo luật Độc lập của Litva vào ngày 16 tháng 2 năm 1918. Litva được hưởng độc lập trong hai thập kỷ. Vào tháng 8 năm 1939, Liên Xô và Đức Quốc xã đã ký Hiệp ước Molotov–Ribbentrop chia Đông Âu thành các vùng ảnh hưởng. Các quốc gia vùng Baltic (Litva, Latvia và Estonia) được giao cho vùng ảnh hưởng của Liên Xô và sau đó bị chiếm đóng vào tháng 6 năm 1940 và chuyển đổi thành các nước cộng hòa xã hội chủ nghĩa Xô viết .
Trong trường hợp của Litva, Tổng thống Antanas Smetona đã rời bỏ đất nước thay vì chấp nhận chiếm đóng. Ông không từ chức mà chuyển giao chức vụ cho Thủ tướng Antanas Merkys theo hiến pháp. Ngày hôm sau, Merkys tự tuyên bố mình là tổng thống. Nội các xác nhận Merkys tại chức, tuyên bố rằng Smetona đã từ chức khi rời khỏi đất nước.
Hai ngày sau, dưới áp lực của Liên Xô, Merkys bổ nhiệm Justas Paleckis, một nhà báo cánh tả và là đối thủ lâu năm của chế độ Smetona, làm thủ tướng. Merkys sau đó từ chức trước sự thuyết phục của Moskva, biến Paleckis trở thành quyền tổng thống. Sau đó, Liên Xô sử dụng chính phủ Paleckis để coi việc tiếp quản cuối cùng của Liên Xô có vẻ hợp pháp.
Chính phủ Paleckis đã tổ chức một cuộc bầu cử gian lận nặng nề cho "Seimas của Nhân dân", trong đó cử tri được đưa ra một danh sách duy nhất do Cộng sản thống trị. Seimas Nhân dân mới được bầu đã họp vào ngày 21 tháng 7 chỉ với một việc duy nhất – một nghị quyết tuyên bố Litva là một nước cộng hòa thuộc Liên Xô và kiến nghị gia nhập Liên Xô, và chúng đã được thông qua. Liên Xô đã "chấp thuận" yêu cầu một cách hợp lệ vào ngày 3 tháng 8. Kể từ đó, các nguồn tin của Liên Xô cho rằng việc Litva gia nhập Liên Xô đã đánh dấu đỉnh cao của cuộc cách mạng xã hội chủ nghĩa Litva và do đó thể hiện mong muốn chính đáng của người dân Litva gia nhập Liên Xô.
Chính quyền Xô Viết đã thực hiện các chính sách Xô viết hóa: quốc hữu hóa toàn bộ tài sản tư nhân, tập thể hóa nông nghiệp, đàn áp Giáo hội Công giáo và áp đặt sự kiểm soát toàn trị. Đồng thời, giáo dục miễn phí và hệ thống y tế quốc gia miễn phí cũng được giới thiệu. Các đảng phái vũ trang chống Liên Xô đã bị tiêu diệt vào năm 1953. Khoảng 130.000 người Litva, bị quy tội danh là " kẻ thù của nhân dân ", đã bị trục xuất đến Siberia (xem Trục xuất tháng 6 và Trục xuất tháng 3). Sau cái chết của Joseph Stalin vào năm 1953, Liên Xô đã thi hành các chính sách phi Stalin hóa và chấm dứt các cuộc đàn áp hàng loạt. Cuộc phản kháng bất bạo động vẫn tiếp tục diễn ra ở cả Litva và cộng đồng người Litva hải ngoại. Những phong trào này diễn ra bí mật, bất hợp pháp và tập trung nhiều hơn vào các vấn đề xã hội, nhân quyền và văn hóa hơn là các yêu cầu chính trị.

### Phong trào độc lập

Bản đồ Khối phía Đông

Khi Mikhail Gorbachev cố gắng khôi phục nền kinh tế Liên Xô, ông đã đưa ra glasnost (cởi mở) và perestroika (tái cơ cấu).
Chương trình nghị sự chính trị của Gorbachev đã tạo ra những thay đổi lớn và sâu sắc trong chính phủ Liên Xô, do đó, Gorbachev đã cho phép công chúng Liên Xô tham gia các cuộc thảo luận cởi mở và công khai chưa từng thấy trước đây.
Đối với các nhà hoạt động và bất đồng chính kiến ở Litva ở Liên Xô, đây là một cơ hội có một không hai, không thể bỏ qua để đưa các phong trào bí mật của họ ra hoạt động công khai.
Vào ngày 23 tháng 8 năm 1987 (kỷ niệm 48 năm Hiệp ước Molotov–Ribbentrop ), Liên đoàn Tự do Litva đã tổ chức cuộc biểu tình phản đối công khai đầu tiên. Cuộc biểu tình này không chịu bất kỳ sự đàn áp nào.
Xuất phát từ sự thờ ơ của lực lượng cảnh sát Liên Xô trước phong trào như thế, vào giữa năm 1988, một nhóm gồm 35 trí thức đã tổ chức Phong trào Cải cách Sąjūdis với mục tiêu ban đầu là ủng hộ, thảo luận và thực hiện các cải cách của Gorbachev nhưng chưa công khai ủng hộ độc lập khỏi Liên Xô .
Tuy nhiên, Sąjūdis ngày càng nổi tiếng, thu hút đám đông lớn đến các cuộc biểu tình ở Công viên Vingis và do đó cực đoan hóa chương trình nghị sự của mình, lợi dụng sự thụ động của Gorbachev.
Năm 1989, Sąjūdis, không sợ chính quyền trung ương Moskva nổi giận và một cuộc đàn áp bạo lực từ họ, đã liên tục thúc đẩy các yêu cầu của mình: từ các cuộc thảo luận hạn chế về cải cách của Gorbachev, đến yêu cầu có tiếng nói lớn hơn trong các quyết định kinh tế, đến quyền tự chủ chính trị trong Liên Xô.
Trong thời gian của cuộc biểu tình Con đường Baltic, chuỗi con người trải dài hơn 600 km (370 dặm) trên khắp ba quốc gia vùng Baltic để kỷ niệm 50 năm Hiệp ước Molotov–Ribbentrop, và mục tiêu chính thức của Sąjūdis giờ đây là độc lập cho Litva.
Các quá trình tương tự cũng xảy ra ở các nước cộng hòa thuộc Liên Xô khác trong giai đoạn 1988-1991, được gọi chung là "cuộc diễu hành chủ quyền", chính là một trong các yếu tố góp phần vào sự sụp đổ của Liên Xô .

## Bầu cử dân chủ
Cuộc bầu cử quốc hội vào tháng 2 năm 1990 là cuộc bầu cử tự do và dân chủ đầu tiên ở Litva kể từ năm 1926. Các cử tri đã bỏ phiếu áp đảo cho các ứng cử viên được Sąjūdis tán thành, mặc dù phong trào này không hoạt động với tư cách một đảng chính trị. Kết quả là hình thành chính phủ phi cộng sản đầu tiên sau chiến tranh. Trong cuộc họp đầu tiên vào ngày 11 tháng 3 năm 1990, Xô Viết Tối cao của Cộng hòa Xã hội chủ nghĩa Xô viết Litva đã bầu Vytautas Landsbergis làm chủ tịch và khôi phục tên Cộng hòa Litva trước chiến tranh của Litva. Sau đó, Xô Viết tối cao đổi tên thành Hội đồng tối cao Cộng hòa Litva và chính thức tuyên bố tái lập nền độc lập của Litva. Đạo luật đã được 124 thành viên hội đồng thông qua lúc 22h44 trong khi 6 người bỏ phiếu trắng, không có phiếu chống.

## Nội dung đạo luật
HỘI ĐỒNG TỐI CAO CỘNG HÒA LITVA
ĐẠO LUẬT
Về việc Tái thiết lập Nhà nước Litva

Hội đồng tối cao Cộng hòa Litva, thể hiện ý chí của quốc gia, ra sắc lệnh và long trọng tuyên bố tái lập việc thực thi chủ quyền của Nhà nước Litva bị lực lượng ngoại xâm bãi bỏ vào năm 1940, và từ đó Litva một lần nữa trở thành một quốc gia nhà nước độc lập.
Đạo luật Độc lập ngày 16 tháng 2 năm 1918 của Hội đồng Litva và nghị định của Quốc hội lập hiến ngày 15 tháng 5 năm 1920 về việc tái lập Nhà nước dân chủ Litva không bao giờ mất hiệu lực pháp lý và bao gồm nền tảng hiến pháp của Nhà nước Litva.
Lãnh thổ của Litva là thống nhất và không thể chia cắt, và không có hiến pháp của bất cứ quốc gia nào nào có hiệu lực trên toàn lãnh thổ này.
Nhà nước Litva nhấn mạnh việc tuân thủ các nguyên tắc được công nhận rộng rãi của luật pháp quốc tế, công nhận nguyên tắc bất khả xâm phạm về biên giới như được nêu trong Đạo luật cuối cùng của Hội nghị về An ninh và Hợp tác ở Châu Âu tại Helsinki năm 1975, và đảm bảo nhân quyền, dân sự, và quyền của dân tộc.
Hội đồng tối cao Cộng hòa Litva, thể hiện quyền chủ quyền, bằng Đạo luật này bắt đầu thực hiện chủ quyền toàn vẹn của nhà nước.

Hội đồng Tối cao đưa ra quan điểm rằng tuyên bố độc lập ban đầu của Litva vào năm 1918 vẫn còn hiệu lực và coi Đạo luật này là sự tái khẳng định một nền độc lập vẫn tồn tại hợp pháp theo luật pháp quốc tế. Nó dựa trên tiền đề rằng Smetona không bao giờ từ chức, và việc Merkys trở thành tổng thống là bất hợp pháp và vi hiến. Quan điểm chính thức của Litva về vấn đề này kể từ đó là tất cả các hành động tiếp theo dẫn đến việc sáp nhập vào Liên Xô đều phi pháp và vi hiến.

## Hậu quả

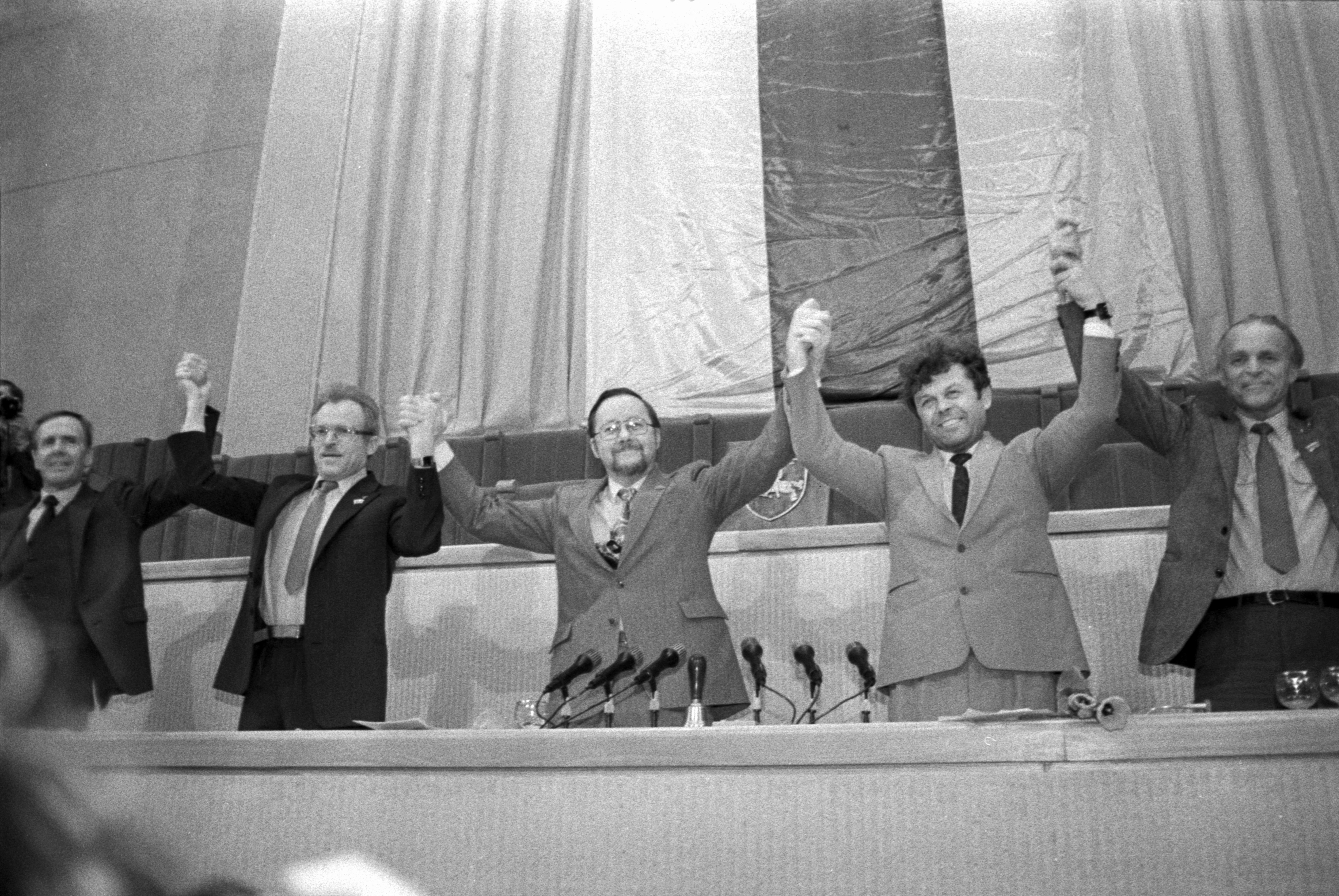
Các nhà lãnh đạo Hội đồng Tối cao Litva vào ngày 11 tháng 3 năm 1990, sau khi ban hành Đạo luật Tái lập Nhà nước Litva

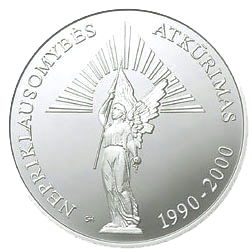
Đồng xu kỷ niệm Litas nhân kỷ niệm 10 năm Độc lập

Đạo luật Tái lập Nhà nước Litva là hình mẫu và nguồn cảm hứng cho các nước cộng hòa thuộc Liên Xô khác. Tuy nhiên, vấn đề độc lập chưa được giải quyết ngay lập tức và việc các nước khác công nhận cũng chưa chắc chắn.
Mikhail Gorbachev tuyên bố Đạo luật Độc lập của Litva là bất hợp pháp và Liên Xô yêu cầu thu hồi Đạo luật và bắt đầu áp dụng các biện pháp trừng phạt chống lại Litva, bao gồm cả phong tỏa kinh tế. Ngoài ra, vào ngày 13 tháng 1 năm 1991, lực lượng Liên Xô đã xông vào tòa nhà LRT ở Vilnius cùng với Tháp Truyền hình Vilnius .
Những người dân Litva không có vũ khí đối đầu với binh lính Liên Xô. Mười bốn người thiệt mạng và bảy trăm người bị thương trong sự kiện được gọi là Sự kiện tháng Giêng.
Vào ngày 31 tháng 5 năm 1990, Xô viết tối cao Cộng hòa xã hội chủ nghĩa Xô viết Moldavia đã bỏ phiếu công nhận việc khôi phục nền độc lập của Litva. Quốc hội Moldavia là cơ quan lập pháp đầu tiên trên thế giới công nhận nền độc lập của Litva, mặc dù bản thân Moldavia vẫn là một phần của Liên Xô. Xô Viết Tối cao Moldavia hứa hẹn sẽ thành lập đại sứ quán tại Litva trong tương lai gần.

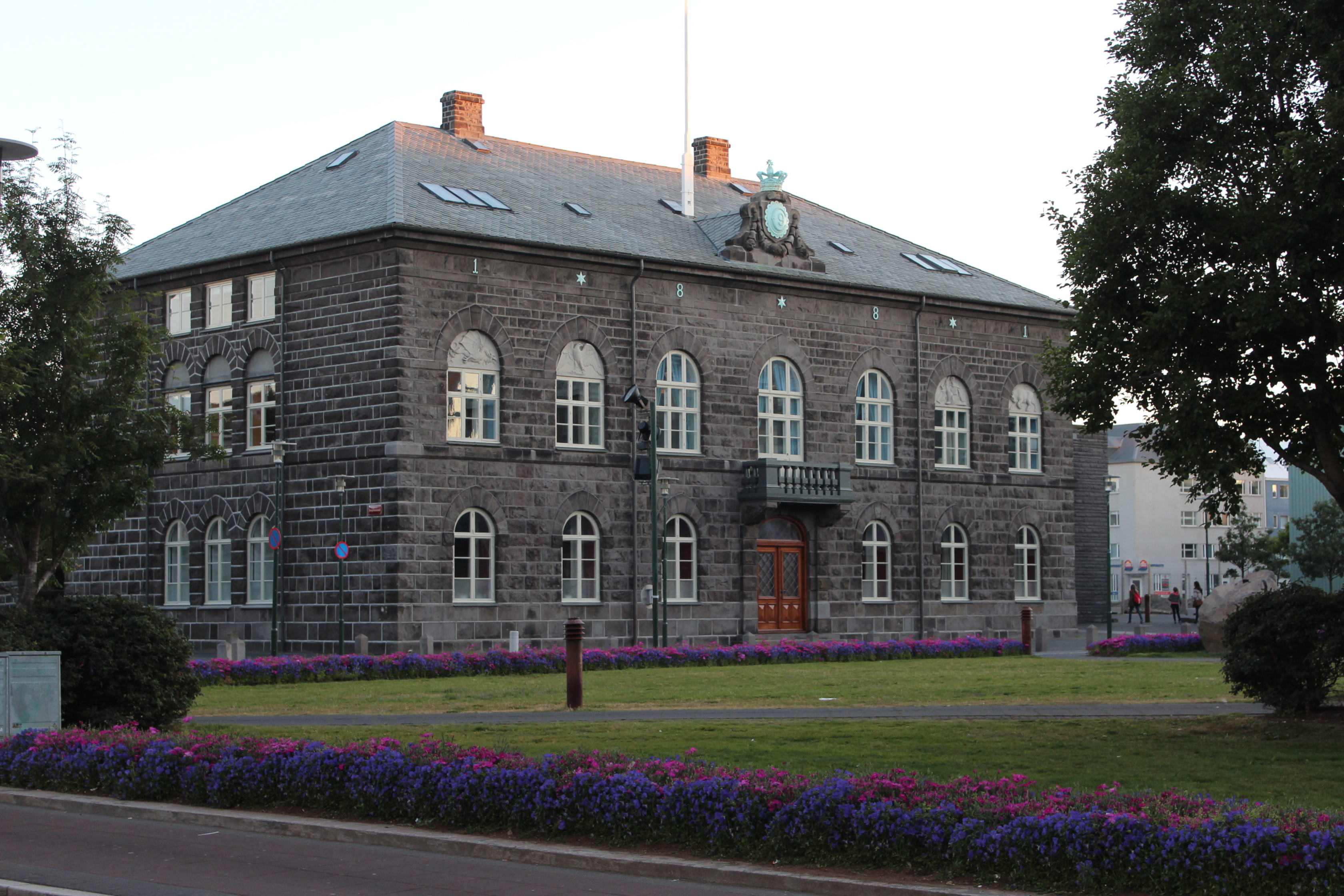
Quốc hội Iceland đã công nhận tuyên bố độc lập của Litva vào ngày 11 tháng 2 năm 1991, bằng cách tái khẳng định sự công nhận năm 1922 của Iceland, do đó Iceland trở thành quốc gia đầu tiên ngoài Liên Xô làm như vậy

Vào ngày 11 tháng 2 năm 1991, quốc hội Iceland đã bỏ phiếu xác nhận rằng việc Iceland công nhận nền độc lập của Litva vào năm 1922 vẫn còn hiệu lực vì họ chưa bao giờ chính thức công nhận quyền kiểm soát của Liên Xô đối với Litva, và quan hệ ngoại giao đầy đủ cần được thiết lập càng sớm càng tốt. Đáp lại, Liên Xô triệu hồi đại sứ của mình tại Iceland. Tiếp sau đó là Đan Mạch, Slovenia, Croatia (lúc đó là một nước cộng hòa cấu thành của Nam Tư) và Latvia đã công nhận nền độc lập. Ngày 26 tháng 8, đại sứ Đan Mạch đã đến Litva. Đây là nhà ngoại giao nước ngoài đầu tiên được công nhận đến Litva sau khi nước này tuyên bố độc lập.
Vào ngày 26 tháng 8 năm 1991, lính biên phòng Litva được bố trí tại các cửa khẩu biên giới giữa Litva và Nga, và Cộng hòa Litva bắt đầu cấp thị thực. Những thị thực đầu tiên được cấp cho các thành viên của Công ty Lithuanian Opera, một công ty của người Mỹ gốc Litva, trụ sở tại Chicago, đã đến biểu diễn trong ba tuần ở nước này. Lúc đầu, công dân Liên Xô và bất kỳ ai có thị thực vào Liên Xô đều tự động đủ điều kiện được cấp thị thực khi đến Litva. Sau đó, quốc gia này đã thiết lập các quy định về thị thực của riêng mình.
Sau cuộc đảo chính tháng 8 thất bại, sự công nhận độc lập của Litva đã được Hoa Kỳ tái xác nhận vào ngày 2 tháng 9. Tổng thống George H. W. Bush tuyên bố rằng nếu Liên Xô sử dụng lực lượng vũ trang chống lại Litva, Mỹ sẽ phản ứng. Chính quyền của Bush nói rằng ông đã chờ đợi để công nhận nền độc lập của Litva cho đến khi Xô Viết Tối cao Liên Xô làm như vậy trước, nhưng Bush sau đó quyết định rằng ông không thể chờ đợi lâu hơn nữa.
Cuối cùng, vào ngày 6 tháng 9 năm 1991, Hội đồng Nhà nước Liên Xô buộc phải công nhận nền độc lập của Litva. Một số quốc gia khác như Trung Quốc, Ấn Độ và Belarus cũng như Turkmenistan và Uzbekistan bắt công nhận nền độc lập.
Ngày 17 tháng 9 năm 1991, Liên Hợp Quốc kết nạp Litva, cùng với Estonia, Latvia, Quần đảo Marshall, Liên bang Micronesia, Triều Tiên và Hàn Quốc, trở thành thành viên.
Ngày 29 tháng 3 năm 2004, Litva trở thành thành viên của NATO . Vào ngày 1 tháng 5 năm 2004, Litva cũng trở thành thành viên của Liên minh Châu Âu . NATO. Nước này đã cấm trưng bày các biểu tượng của Liên Xô và Đức Quốc xã vào năm 2008.
| Ngày               | Quốc gia               |
| ------------------ | ---------------------- |
| May 31, 1990       | Moldavian SSR          |
| February 11, 1991  | Iceland                |
| February 28, 1991  | Denmark                |
| May 16, 1991       | Slovenia               |
| July 27, 1991      | Russian SFSR           |
| August 3, 1991     | Croatia                |
| August 23, 1991    | Latvia                 |
| August 24, 1991    | Norway                 |
| August 24, 1991    | Hungary                |
| August 25, 1991    | Argentina              |
| August 25, 1991    | France                 |
| August 26, 1991    | Bulgaria               |
| August 26, 1991    | Italy                  |
| August 26, 1991    | Canada                 |
| August 26, 1991    | Poland                 |
| August 26, 1991    | Malta                  |
| August 26, 1991    | Portugal               |
| August 26, 1991    | Romania                |
| August 26, 1991    | San Marino             |
| August 26, 1991    | Ukraine                |
| August 27, 1991    | Albania                |
| August 27, 1991    | Australia              |
| August 27, 1991    | Belgium                |
| August 27, 1991    | United Kingdom         |
| August 27, 1991    | Georgia                |
| August 27, 1991    | Spain                  |
| August 27, 1991    | Luxembourg             |
| August 27, 1991    | Sweden                 |
| August 27, 1991    | Germany                |
| August 27, 1991    | Ireland                |
| August 27, 1991    | Estonia                |
| August 28, 1991    | Austria                |
| August 28, 1991    | Chile                  |
| August 28, 1991    | New Zealand            |
| August 28, 1991    | South Africa           |
| August 28, 1991    | Finland                |
| August 28, 1991    | Switzerland            |
| August 28, 1991    | Uruguay                |
| August 29, 1991    | Czechoslovakia         |
| August 29, 1991    | Mongolia               |
| August 30, 1991    | Vatican City           |
| August 31, 1991    | Kyrgyzstan             |
| September 2, 1991  | Ecuador                |
| September 2, 1991  | Netherlands            |
| September 2, 1991  | United States          |
| September 3, 1991  | Greece                 |
| September 3, 1991  | Libya                  |
| September 3, 1991  | Nicaragua              |
| September 3, 1991  | Turkey                 |
| September 4, 1991  | Brazil                 |
| September 4, 1991  | Israel                 |
| September 4, 1991  | Tunisia                |
| September 5, 1991  | South Korea            |
| September 5, 1991  | Mexico                 |
| September 6, 1991  | Guinea                 |
| September 6, 1991  | Japan                  |
| September 6, 1991  | Colombia               |
| September 6, 1991  | Singapore              |
| September 6, 1991  | Egypt                  |
| September 6, 1991  | Soviet Union           |
| September 7, 1991  | Afghanistan            |
| September 7, 1991  | China                  |
| September 7, 1991  | North Korea            |
| September 7, 1991  | Peru                   |
| September 7, 1991  | Senegal                |
| September 7, 1991  | Bangladesh             |
| September 8, 1991  | Pakistan               |
| September 9, 1991  | Bolivia                |
| September 9, 1991  | India                  |
| September 9, 1991  | Cuba                   |
| September 9, 1991  | Syria                  |
| September 9, 1991  | Thailand               |
| September 9, 1991  | Vietnam                |
| September 9, 1991  | Cape Verde             |
| September 10, 1991 | Azerbaijan             |
| September 10, 1991 | Iran                   |
| September 10, 1991 | Nepal                  |
| September 11, 1991 | Madagascar             |
| September 12, 1991 | Armenia                |
| September 12, 1991 | Cyprus                 |
| September 13, 1991 | Yemen                  |
| September 15, 1991 | Bahrain                |
| September 15, 1991 | Jordan                 |
| September 15, 1991 | Kuwait                 |
| September 15, 1991 | Philippines            |
| September 16, 1991 | Saudi Arabia           |
| September 17, 1991 | Indonesia              |
| September 19, 1991 | United Arab Emirates   |
| September 20, 1991 | Laos                   |
| September 24, 1991 | Turkmenistan           |
| September 25, 1991 | Panama                 |
| September 30, 1991 | Uzbekistan             |
| September 30, 1991 | Namibia                |
| October 22, 1991   | Mauritania             |
| October 22, 1991   | Yugoslavia             |
| November 2, 1991   | Sri Lanka              |
| December 23, 1991  | Ghana                  |
| December 23, 1991  | Kazakhstan             |
| December 24, 1991  | Mozambique             |
| December 25, 1991  | Tajikistan             |
| December 27, 1991  | Algeria                |
| December 27, 1991  | Belarus                |
| December 30, 1991  | Lebanon                |
| January 2, 1992    | Iraq                   |
| January 6, 1992    | Burundi                |
| January 16, 1992   | Burkina Faso           |
| January 25, 1992   | Mali                   |
| January 31, 1992   | Benin                  |
| February 21, 1992  | Costa Rica             |
| March 17, 1992     | Zimbabwe               |
| September 25, 1992 | El Salvador            |
| November 6, 1992   | Bosnia and Herzegovina |
| November 10, 1992  | Nigeria                |
| January 12, 1993   | Chad                   |